# 佐竹義憲
佐竹 義憲（さたけ よしのり、元亀元年（1570年） - 慶長4年4月20日（1599年6月12日）は、安土桃山時代から江戸時代初期の武将。佐竹北家第5代当主。佐竹義斯の嫡男。母は額田下野守従通の娘。通称は又七郎、左衛門督。北義憲とも。妻は武茂氏。
佐竹義久の後を継いで奥州方面の軍権を任された。また、佐竹義重の三男・岩城貞隆の補佐役であった岡本顕逸が病死すると、天正19年（1591年）には貞隆の新たな補佐役として岩城氏の政務を取り仕切り、検地などを行なったという。慶長4年（1599年）、父・義斯の死よりわずか2日後に死去。享年30。法名、傑山大英。嫡男の義廉（よしかど）が跡を継いだ。
梅津憲忠と親交があり、憲忠に「憲」の一字を与えている（義憲の嫡男・義廉も、憲忠の子に｢廉｣の一字を与えて廉忠と名乗らせている）。